# Chiquimulilla
Chiquimulilla est une municipalité dans le département de Santa Rosa, au sud du Guatemala. Il y a 12 700 habitants.
La ville est située à 8 km de Guazacapán et à environ 20 km de la mer.
La ville est traversée par la route SRO-16.